# Gonjiam
Gonjiam (en hangul, 곤지암; en hanja, 昆池岩) es una película surcoreana de terror y metraje encontrado dirigida por Jung Bum-shik estrenada originalmente el 28 de marzo del 2018. La trama de la película sigue a un grupo de jóvenes que se adentran en un infame hospital psiquiátrico abandonado para realizar una transmisión en vivo en busca de actividad paranormal. 
Filmada en un auténtico hospital abandonado en la Provincia de Gyeonggi; Gonjiam recibió críticas positivas del público y críticos por igual. Mientras que en taquilla fue especialmente exitosa logrando recaudar más del triple de su modesto presupuesto.  

## Argumento
Un par de adolescentes se adentran al infame hospital psiquiátrico Gonjiam del cual se dice esta embrujado debido a la desaparición de varios pacientes así como el misterioso suicidio de la directora que se ahorcó poco antes de la clausura del edificio. Los dos quieren entrar en la sala de cuidados intensivos conocida como la habitación 402 que es inaccesible y se cree que está maldita. Antes de poder entrar ambos se detienen cuando escuchan el sonido de una bola de ping pong rebotando por los pasillos, aunque el vídeo se corta, parte de su metraje es rescatado por el reconocido Youtuber Ha-joon quien lo comparte en su canal "Terror Time" con tal de promocionar su siguiente proyecto: una exploración urbana en Gonjiam.
Durante los siguientes días Ha-joon recluta a seis jóvenes para que lo acompañen a la exploración: Sung-hoon, Ji-hyun, Ah-yeon, Je-yoon, Charlotte y Seung-wook. Conforme arman su campamento en la zona que coincide con el hospital, los chicos integran sus cuerpos arneses y cámaras compactas que graban tanto lo que ven como sus reacciones para hacer más inmersiva las grabaciones. Ha-joon por su parte se queda en el campamento para dirigir a los chicos en la exploración y los dirige una vez que se da inicio a la transmisión en vivo.  Antes de entrar al psiquiátrico los chicos colocan unas bragas en una rama para utilizarla como guía en su camino de salida. 
Tras explorar algunas habitaciones de Gonjiam el grupo realiza un ritual espiritual para invitar a cualquier presencia en el lugar así mismo Charlotte vierte agua bendita en un plato y delante de una cámara para grabar cualquier reacción. Inesperadamente varias campanas que fueron colocadas sobre la habitación se sacuden lo que perturba a los presentes y contribuye a que la transmisión genere millones de visitas en minutos. No obstante a espaldas de varios, Seung-wook y Je-yoon en realidad están simulando sustos falsos para beneficiar la transmisión. Ji-hyun y Charlotte encuentran en una habitación una muñeca idéntica a la que uno de los pacientes llevaba en una foto vieja. Al poco tiempo comienzan a ocurrir actividades paranormales como la aparición de una séptima transmisión, el cambio de un grafiti que ya estaba pintado así como el cambio de posición de la muñeca antes encontrada.
Charlotte y Ji-hyun se sienten desesperadas por lo acontecido y después de que esta última es agredida cuando mete su brazo en un ataúd vacío y es de alguna manera jalada y arañada a través de uno de los orificios. Pese a la oposición de Ha-joon las chicas se marchan mientras que sus colaboradores Seung-wook y Je-yoon exigen un aumento de su paga para continuar con la transmisión; admitiendo frente a sus cámaras que estaban realizando montajes. Para evitar comprometer la transmisión Ha-joon acepta de tal forma que los muchachos se dirigen al mismo cuarto donde estaba la muñeca pero el vídeo  es interrumpido cuando varios objetos levitan y dejan inconsciente a Seung-wook, aterrado Je-yoon intenta advertirle a sus amigos hasta que es noqueado cuando la puerta al final del pasillo se cierra frente a él. En el camino de vuelta al campamento Charlotte y Ji-hyun usan como guía la rama con las bragas hasta que notan que han estado caminando en círculos indefinidamente, de pronto Ji-hyun entra en un trance murmurando incoherencias con sus ojos ennegrecidos lo que asusta a Charlotte que intenta entrar al campamento solo para percatarse que en realidad esta dentro de la habitación 402 donde ve a un hombre desnudo que la atrapa y arrastra hacia a la oscuridad. 
Je-yoon despierta y se dirige hasta donde está el resto del grupo Sung-hoon y Ah-yeon quienes fuerzan la cerradura de la habitación 402 para culminar la transmisión según el plan de Ha-joon, antes de abrir la puerta Je-yoon intenta convencerlos de desistir al confesar que estuvo montando actividad paranormal falsa a lo largo de la transmisión lo que enfurece a Ha-joon quien deja el campamento, se coloca su propia cámara y se dirige al hospital. Cuando parece que los chicos van a dejar el plan, todos escuchan a Charlotte pidiendo ayuda desde dentro de la habitación antes de que la puerta termine abriéndose; todos se adentran hasta que se dan cuenta de que la habitación está desierta y la puerta inexplicablemente ha desaparecido. Al poco tiempo los tres acaban por ser atrapados por el espectro de una mujer dentro de la misma habitación. 
Ha-joon usa un dron aéreo para tratar de ver que ocurre desde fuera pero solo ve lo que parece ser una persona siendo atacada por la espalda. Sin más elección que adentrarse al hospital, Ha-joon entra en la habitación 402 hasta que ve la misma ventana por la que intento ver por el dron solo para atestiguar al mismo dron y así mismo controlando el dispositivo desde afuera. Comprendiendo muy tarde su error, Ha-joon comienza a ser asfixiado por el fantasma de la directora de Gonjiam. Más tarde Seung-wook se despierta atado a una silla de ruedas que comienza a moverse sola hasta la habitación 402 para su horror que grita desesperado por ayuda mientras ve las caras de los espectros asomándose desde sus cuartos. La transmisión se llena de comentarios de personas que acusan a todos de montar lo ocurrido debido a que la misma se interrumpió desde que se supo de los montajes. El metraje termina cuando el agua bendita comienza reaccionar delante de la cámara.

## Reparto
- Wi Ha-joon como Ha-joon.
- Park Ji-hyun como Ji-hyun.
- Oh Ah-yeon como Ah-yeon.
- Moon Ye-won como Charlotte.[4]
- Park Sung-hoon como Sung-hoon.
- Yoo Je-yoon como Je-yoon.
- Lee Seung-wook como Seung-wook.

## Producción
La película tiene lugar en el antiguo Hospital Psiquiátrico Gonjiam  en Gwangju, Provincia de Gyeonggi, supuestamente uno de los lugares más embrujados de Corea. En 2012, CNN Travel lo seleccionó como uno de los «7 lugares más aterradores en el planeta».
La mayoría de las escenas de la película fueron filmadas en National Maritime High School  en Busan, con el equipo de producción adhiriendose estrechamente al estilo de planta del hospital real para recrear exactamente los mismos exteriores y pasillos.

## Estreno
Antes del estreno de la película, el propietario del asilo presentó una demanda en contra de que la película se mostrará en los cines, afirmando que la película tendría efectos negativos en la venta del edificio. Sin embargo, un tribunal en Seúl a finales de marzo de 2018 cerró el caso a favor de la película.
En abril de 2018, sólo días después de que la película se estrenase, el actor Lee Seung-wook, quien hizo su debut cinematográfico en Gonjiam anunció su retirada de la industria del entretenimiento. El actor, que estuvo ausente de las actividades promocionales de la película, citó razones personales para su decisión.